# Indiens delning
Indiens delning syftar på den process, vilken den 15 augusti 1947 ledde till upplösning av Brittiska Indien och upprättande av de självständiga staterna Indiska unionen och Pakistan. Glädjen över detta bland befolkningarna i de nya staterna övergick dock snart i en serie våldsamheter, bland annat krig mellan Indien och Pakistan.

### Fotnoter
1. ↑  Karl Reinhold Hællquist (6 november 2001). ”Frigörelsen krävde ett högt pris”. Populär historia. http://www.popularhistoria.se/artiklar/frigorelsen-kravde-ett-hogt-pris/. Läst 4 januari 2016.